# Dr. Petrus Molemelastadion
Het Dr. Petrus Molemelastadion is een multifunctioneel stadion in Bloemfontein, Zuid-Afrika. Het stadion is vernoemd naar Dr Petrus Molemela. Hij was belangrijk in de geschiedenis van Bloemfontein Celtic (voorzitter tussen 1984 en 2001). Het stadion heette eerder Seisa Ramabodustadion.
Het stadion wordt vooral gebruikt voor voetbalwedstrijden. De voetbalclub Bloemfontein Celtic maakt wel eens gebruik van dit stadion, maar die gebruiken ook het Vrystaat-stadion. Dit stadion is tijdens het Wereldkampioenschap voetbal in 2010 gebruikt als trainingsveld. In 2008 werd dit stadion gerenoveerd en het toeschouwersaantal werd toen uitgebreid. Er kunnen 22.000 toeschouwers in.